# Jajčastolistna kalina
Jajčastolistna kalina (znanstveno ime Ligustrum ovalifolium) je pogojno zimzelen grm, ki izvira iz Koreje in  Japonske, a je zaradi goste rasti kot okrasna rastlina in rastlina za žive meje pogost tudi v Sloveniji.

## Opis
Grm lahko v višino doseže od 3 do 4,6 metra. Listi so usnjati, mesnati in svetleči in zelene barve. Rob listov je cel, po obliki so ovalni. Drobni beli dvospolni cvetovi so združeni v ovršnih lataskih socvetjih, ki imajo močan in za marsikoga neprijeten vonj. Oplojeni cvetovi se razvijejo v okrogle svetleče škrlatno-črne jagode, ki ostanejo na vejah še dolgo pozimi. Vsi rastlinski deli, zlasti plodovi, so ljudem strupeni, mnoge vrste ptic pa hranijo s plodovi in tako skrbijo za širjenje rastline.
Jajčastolitna kalina je v vrtnarstvu  izjemno priljubljen grm in predstavlja najpogostejšo rastlinsko vrsto za žive meje v Veliki Britaniji. Tudi v Sloveniji se ta grm veliko prodaja v ta namen.